# Gunnar Daan

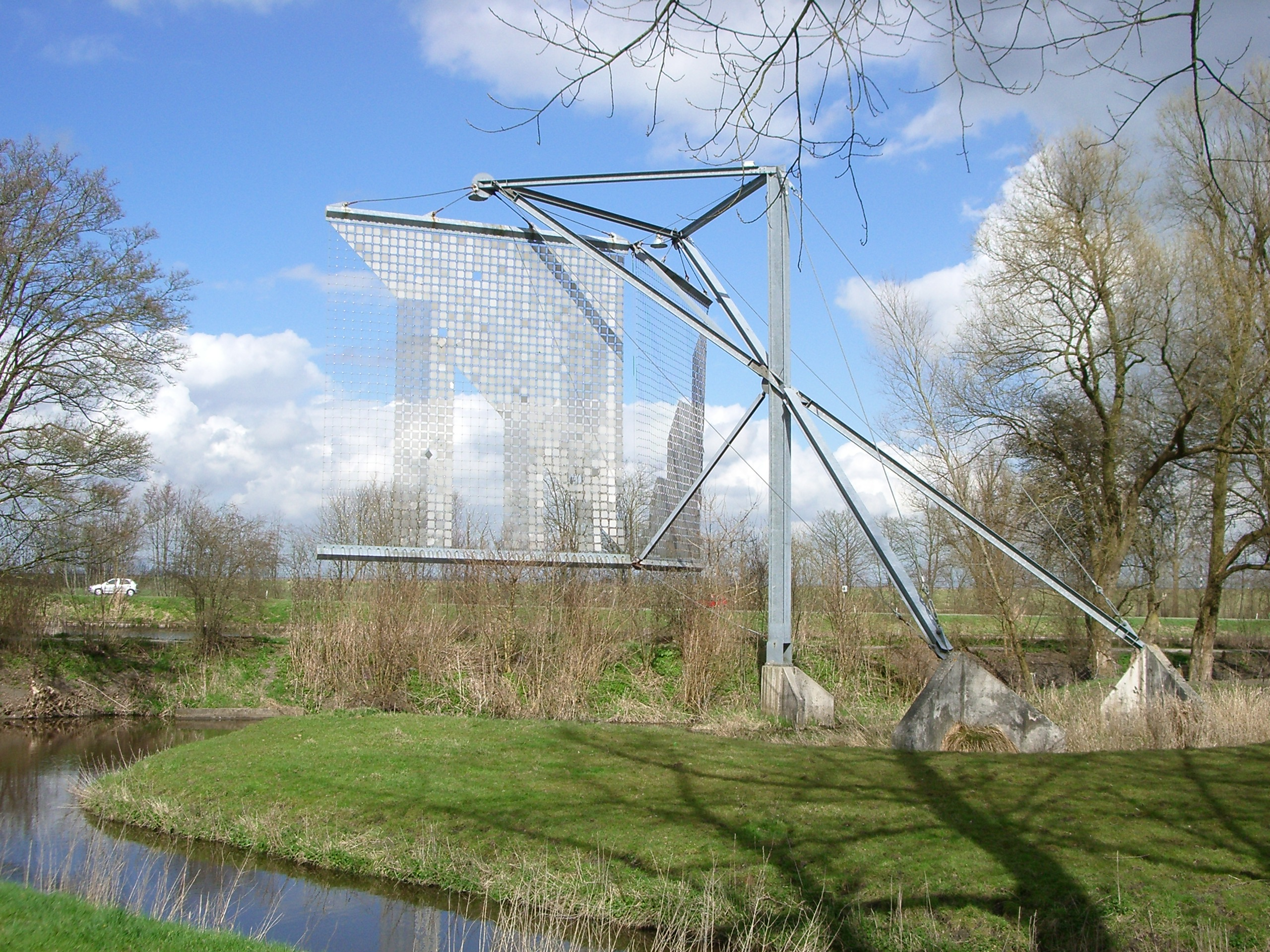
Stadsmarkering in Groningen, naar een ontwerp van Gunnar Daan. Honderden bewegende plaatjes vormen een geometrisch patroon en laten vanuit de verte de letter N zien.

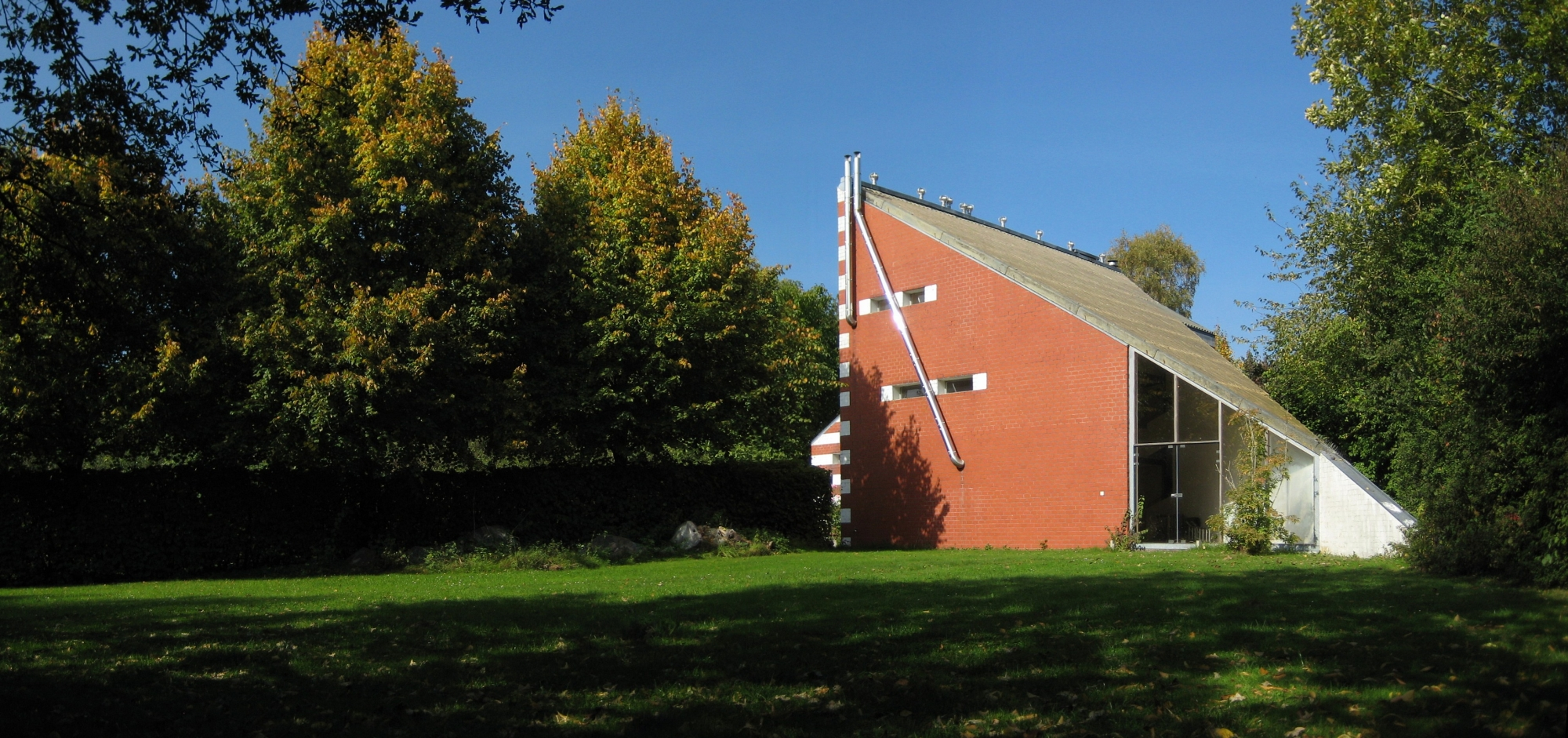
Galerie Waalkens in Finsterwolde, ontworpen door
Gunnar Daan

Gunnar Daan (Plasmolen, 15 maart 1939 - Oosternijkerk, 30 oktober 2016) was een Nederlandse architect en beeldend kunstenaar.

## Leven en werk
Daan werd geboren in de gemeente Mook en Middelaar in een intellectueel milieu, met als ouders de arts Albert Daan (1900-1988) en drs. Maria Johanna (Tietske) Stiemens (1906-1993) en volgde het Gymnasium (Beta) in Deventer. Hij studeerde van 1959 tot 1965 Bouwkunde aan de Technische Universiteit in Delft. Hij werkte hierna voor constructeur Civielco in Leiden en architectenbureau K.L. Sijmons, voordat hij in 1971 zijn eigen architectenbureau begon. Dit bureau was vanaf 1974 gevestigd in het Friese Oosternijkerk en verhuisde in 2004 naar Birdaard. De naam van het bureau was Gunnar Daan Doeke van Wieren Architecten, afgekort GDA of GD Architecten. Gunnar Daan verliet het bureau per 1 april 2005 en werd opgevolgd door Bauke Tuinstra, waarna het bedrijf in 2009 verderging onder de naam TWA architecten.
Daans oeuvre bestaat vooral uit woningen. Hij staat bekend als een eigenzinnig architect die zich niet conformeert aan de smaak van het publiek en meer waarde hecht aan het oordeel van collega's. In 1991 was Daan een van de kandidaten voor het nieuwbouwproject aan de Waagstraat in Groningen. Hoewel zijn ontwerp door een vakjury werd verkozen, kreeg het ontwerp van de Italiaan Adolfo Natalini 84% van de stemmen van de inwoners van Groningen, terwijl slechts 9% de voorkeur had voor dat van Daan. Daan was woedend over deze gang van zaken en noemde het ontwerp van Natalini "Anton-Piekarchitectuur". Vanwege de afwijzing van zijn ontwerp stapte hij op als voorzitter van de Groningse welstandscommissie. Van 1990 tot 1995 was hij hoogleraar constructieve integratie aan de TU Delft.
Hij overleed op 77-jarige leeftijd.

## Enkele werken

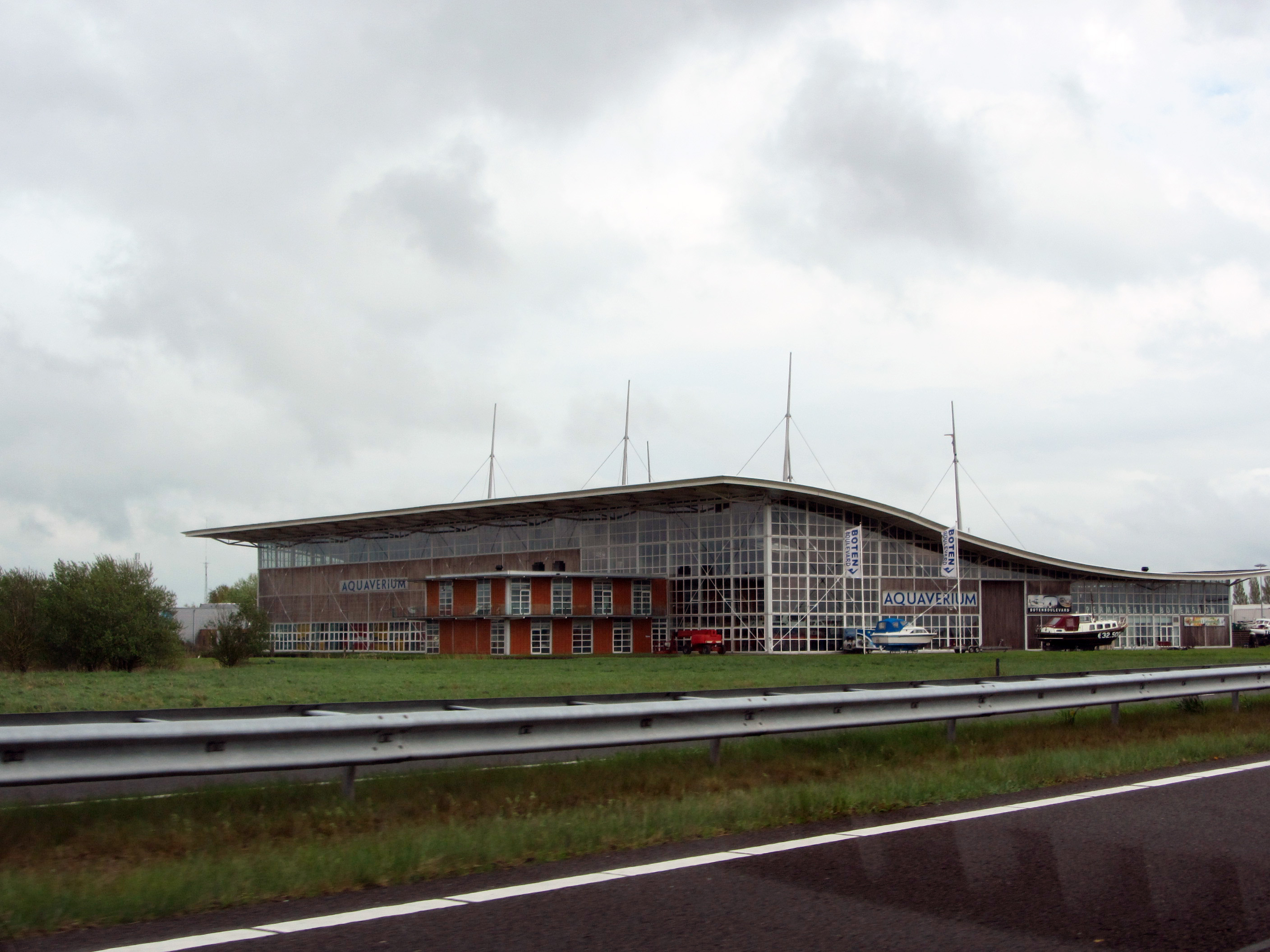
Aquaverium

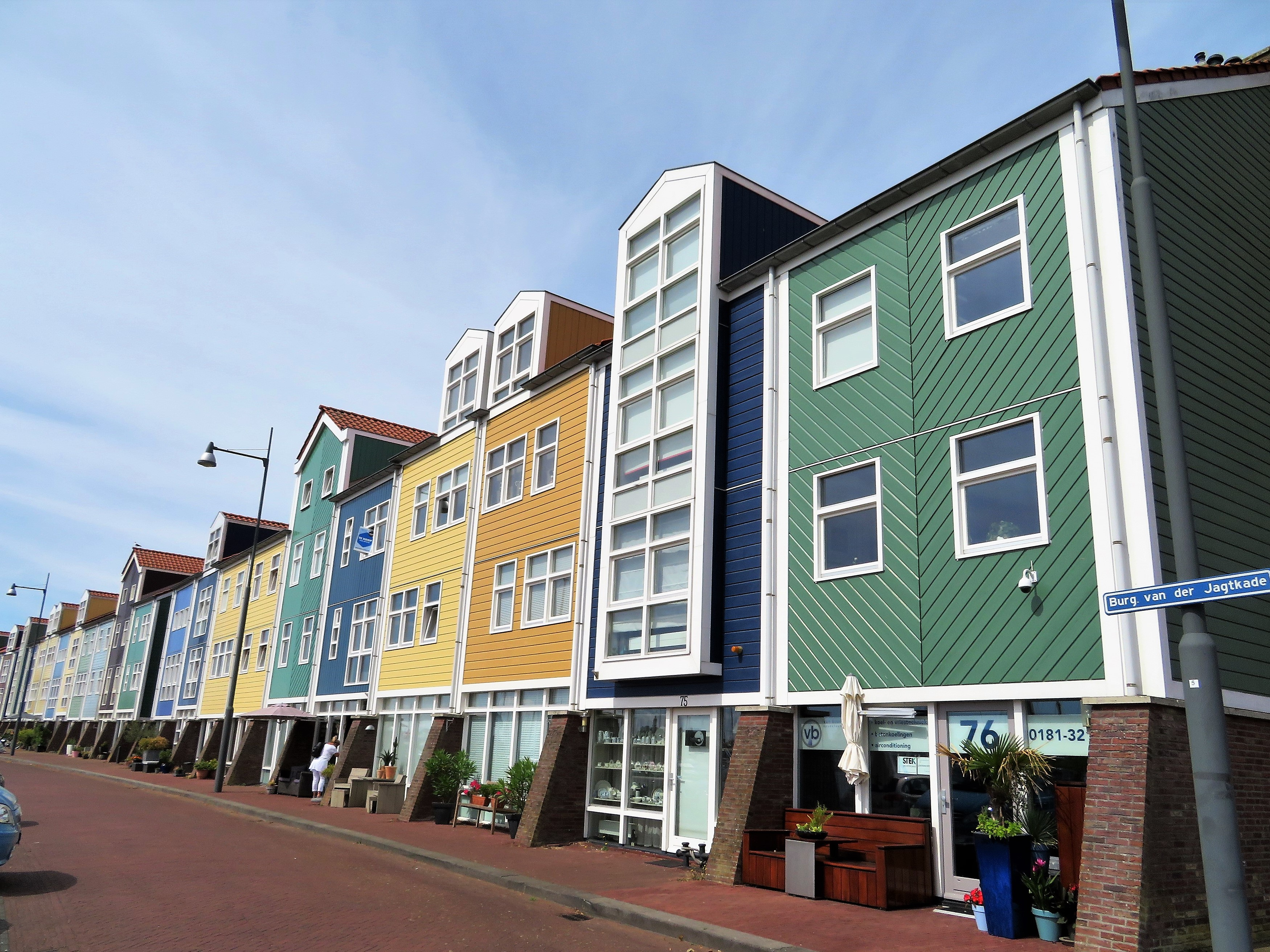
Woningbouw in Hellevoetsluis

- restauratie steenoven-woonhuis 'de Olifant' aan de Groenendijk 311 te Nieuwerkerk a.d. IJssel / 1972
- galerie Waalkens Hoofdweg 39 te Finsterwolde (met T. Karelse) / 1984
- notariskantoor Postma aan de Verlengde Schrans 41 te Leeuwarden / 1989
- havenkantoor aan de Oosterhaven te Groningen / 1990.
- clubgebouw roeivereniging de Hunze te Groningen / 1992.
- uitbreiding met een tunnelgebouw en expositiezalen alsmede restauratie en renovatie van de Kanselarij en de panden van het Fries museum te Leeuwarden inclusief inrichting / 1996.
- uitbreiding Marinemuseum en stedenbouwkundig plan Marinewerf Den Helder / 1996.
- Carillon in Drachten / 1996.
- gemeentehuis te Zuidhorn / 1997.
- Clubgebouw studenten roeivereniging Proteus-Eretes te Delft / 1997.
- Aquaverium, showrooms en kantoren watersport te Grouw / 2000.
- 30 woningen en winkels Calliopestraat 'de Resident' te Den Haag / 2001.
- ICT bedrijvencentrum 'Crystalic' te Leeuwarden / 2002
- motorjacht ‘TIJ’ / 2003
- Gemeentehuis Dongeradeel te Dokkum / 2003
- bezoekerscentrum, horecagebouw Bosbaan en roeiloods in het Amsterdamse Bos/ 2003
- stedenbouw/supervisie Vestinghaven en bouw 65 woningen en werkloods te Hellevoetsluis / 2004 - 2011
- stedenbouw/supervisie Stadshart te Alphen aan den Rijn / 2004 - 2011

## Familie
Gunnar Daan is een broer van Niels Daan, Serge Daan en Karin Daan.